# Achille Calici
Achille Calici (Bologna, 1565 circa – Bologna, 1604) è stato un pittore italiano del tardo Rinascimento e del primo barocco.

## Biografia
Nacque a Bologna e fu allievo prima di Prospero Fontana, poi di Ludovico Carracci. Dipinse i due elementi laterali della pala dell'altare maggiore nella chiesa di San Michele Arcangelo a Bologna, raffiguranti San Michele, e l'angelo Raffaele e Tobia. 